# Heritage Africa
Pour plus de détails, voir Fiche technique et Distribution.
Heritage Africa est un film ghanéen réalisé par Kwaw Ansah et sorti en 1988. Le film a remporté plusieurs prix dans des festivals internationaux de cinéma. 

## Synopsis
Le film se déroule au Ghana en 1955, pendant les troubles qui suivent l'indépendance du pays. Kwesi Atta Bosomefi, natif du pays, est devenu un pur produit de l'éducation coloniale scolaire et religieuse. Il rejette sa culture d'origine, jusqu'à angliciser son nom en Quincy Arthur Bosomfield. Il accède au poste de Commissaire régional africain. Lorsque les travailleurs locaux protestent contre leurs conditions de travail, Quincy prend le parti des colons blancs contre eux. Il va jusqu'à trahir sa propre famille ; lorsque son fils est grièvement blessé, il refuse de le faire soigner.

## Fiche technique
- Titre : Heritage Africa
- Réalisation : Kwaw Ansah
- Scénario : Kwaw Ansah
- Image : Chris Tsui Hesse
- Montage : Roger Hagon
- Direction artistique : Mike Amon Kwafo
- Maquillage : Sula Loizou
- Production : Kwaw Ansah
- Studio de production : Film Africa
- Pays :  Ghana
- Langue : anglais
- Format : couleur
- Date de sortie : 1988

## Distinctions
Le film remporte le Grand Prix (Étalon de Yennenga) lors de la onzième édition du Festival panafricain du cinéma et de la télévision de Ouagadougou (au Burkina Faso) en 1989.